# 145523 Lulin
145523 Lulin este o planetă minoră (asteroid), cu un diametru de 3,913 km, din centura de asteroizi. A fost descoperită pe 7 martie 2006 la Lulin Observatory⁠(d) de Lin Hongqin⁠(d) și a fost numită după Lülin⁠(d). 
Obiectul prezintă o orbită caracterizată de o semiaxă mare de 2,7479604003205 UAi, o excentricitate de 0,18, o înclinație de 10,9 ° în raport cu ecliptica.